# 阿特金斯 (內布拉斯加州)
阿特金斯（英語：Atkins）是位於美國內布拉斯加州莫勒爾縣的非建制地區。

## 地理
阿特金斯所處的海拔為高於海平面1134米（即3721英呎），而該地所採用的時區為UTC-7，即北美山地時區（MST）。同時該地設有夏令時間，為UTC-7調快一小時，即UTC-6（MDT）。